# Village Survival, the Eight
Village Survival, the Eight (en hangul, 미추리 8-1000; RR, Michuli 8-1000), también conocido como Beautiful Autumn Village, Michuri, fue un programa de televisión de variedades de Corea del Sur que se transmitía por el canal SBS todos los viernes a las 23:10 hrs. (KST) y era presentado por el animador y comediante Yoo Jae-suk.
La primera temporada fue emitida del 6 de noviembre al 21 de diciembre de 2018. La segunda temporada se emitió del 15 de febrero al 22 de marzo de 2019.

## Formato
A ocho personas se les entregaban pistas y 24 horas para resolver un misterio en la aldea ficticia de Michuri, con Yoo Jae-suk como jefe de aldea. La recompensa era de 10 millones de wones surcoreanos. La primera temporada se rodó en Cheongun-myeon, condado de Yangpyeong-gun, en la Provincia de Gyeonggi. La segunda temporada se rodó en Seo-myeon, condado de Seocheon-gun, Provincia de Chungcheong del Sur. La duración de cada sesión de rodaje era de dos días y una noche.
Los miembros del elenco iban adquiriendo elementos de pistas adicionales a medida que realizaban juegos en equipo. Durante la preparación de las comidas (almuerzo y cena) y antes del final del primer día, los miembros del elenco podían buscar en la aldea utilizando los elementos de pista adquiridos.

## Reglas
- Los miembros del reparto no pueden robar el elemento de pista de otro miembro del reparto. Si lo hace, será eliminado del programa.
- Los miembros del elenco que encontraron el dinero, deben informar a Yoo Jae-suk antes del final del programa.

### Temporada 1
- El miembro del elenco que encontró el dinero tiene la opción de llevarse los ₩10 millones o transferir el dinero a la siguiente ronda para intentar ganar ₩20 millones.
- Si el miembro del elenco que encontró el dinero decidió quedarse con los ₩10 millones, entonces todos votarán sobre quién creen que se llevó el dinero.
  - Si la mayoría vota correctamente por la persona que tomó el dinero, los ₩10 millones regresan al equipo de producción (o para organizaciones benéficas, si es el final de temporada).
  - Si la mayoría no vota por la persona adecuada, el miembro del elenco que encontró el dinero se queda con él.
- Si el miembro del reparto que encontró el dinero decidió transferir el dinero a la siguiente ronda, él o ella decidirá un nuevo escondite para el dinero. El otro miembro del reparto debe buscar el dinero en la nueva ubicación, mientras que el miembro del reparto que escondió el dinero debe intentar evitar que los demás lo encuentren.
  - Si nadie encuentra el dinero, se vota por quién cree que escondió el dinero. Tener éxito le negará el dinero al miembro del reparto, y le permitirá al miembro del reparto quedarse con los ₩20 millones.
  - Si alguien encontró el dinero, el miembro del elenco que escondió el dinero antes no recibirá nada. Los miembros del elenco luego votarán quién se llevó el dinero esa ronda.

### Temporada 2
En la temporada 2, se cambió el formato. En lugar de que el equipo de producción oculte el dinero, un miembro del reparto recibía al azar una "bola roja". Este se encargaba de esconder el dinero y evitar que los demás miembros del elenco lo encuentren. Además, más de un miembro del elenco podía encontrar el dinero y dividirlo entre ellos. Cualquiera de los miembros del elenco que encontraba el dinero podía quedarse con su parte si lograba no obtener la mayoría de los votos.

## Miembros
| Miembro                   | Ocupación            | Episodios |
| ------------------------- | -------------------- | --------- |
| Yoo Jae-suk (presentador) | Comediante           | 1-12      |
| Im Soo-hyang              | Actriz               | 1-12      |
| Jang Do-yeon              | Comediante           | 1-12      |
| Kang Ki-young             | Actor                | 1-12      |
| Kim Sang-ho               | Actor                | 1-12      |
| Son Dam-bi                | Cantante, actriz     | 1-12      |
| Song Kang                 | Actor                | 1-12      |
| Yang Se-hyung             | Comediante           | 1-12      |
| Jennie                    | Cantante (Blackpink) | 1-6       |

| Miembro     | Ocupación                   | Episodios |
| ----------- | --------------------------- | --------- |
| Jeon So-min | Actriz                      | 7-8       |
| Yeonwoo     | Cantante (Momoland), actriz | 9-10      |
| Naeun       | Cantante (Apink)            | 11-12     |

## Temporadas
| Temporada | Temporada | Año  | Episodios | Emisión original        | Emisión original        |
| Temporada | Temporada | Año  | Episodios | Primera emisión         | Última emisión          |
| --------- | --------- | ---- | --------- | ----------------------- | ----------------------- |
|           | 1         | 2018 | 6         | 16 de noviembre de 2018 | 21 de diciembre de 2018 |
|           | 2         | 2019 | 6         | 15 de febrero de 2019   | 22 de marzo de 2019     |

## Premios y nominaciones
| Año  | Premio                   | Categoría                        | Receptor      | Resultado | Ref.         |
| ---- | ------------------------ | -------------------------------- | ------------- | --------- | ------------ |
| 2018 | SBS Entertainment Awards | Top Excellence Award (Show/Talk) | Yang Se-hyung | Ganador   | [ 9 ] [ 10 ] |
| 2018 | SBS Entertainment Awards | Rookie Award (Femenino)          | Jennie        | Nominado  | [ 11 ]       |
| 2018 | SBS Entertainment Awards | Rookie Award (Masculino)         | Song Kang     | Nominado  | [ 11 ]       |
| 2019 | SBS Entertainment Awards | Honorary Employee Award          | Yang Se-hyung | Ganador   | [ 12 ]       |